# Le vin herbé
Le vin herbé ist ein weltliches Oratorium (Originalbezeichnung: „Oratorio profane“) in drei Teilen (18 Bildern) mit Prolog und Epilog von Frank Martin. Es basiert auf der mittelalterlichen Geschichte von Tristan und Isolde. Das Libretto besteht aus Auszügen aus Joseph Bédiers französischer Übersetzung und Rekonstruktion Le roman de Tristan et Iseut von 1900. Das Werk wurde am 26. März 1942 konzertant in der Tonhalle Zürich uraufgeführt. Die erste szenische Aufführung fand am 15. August 1948 in deutscher Sprache im Salzburger Landestheater statt.

## Handlung

### Prolog
Der Chor stimmt das Publikum in die Geschichte der Liebe von Tristan und Iseut ein, die am selben Tag durch den jeweils anderen starben.

### Erster Teil. „Le philtre“ – Der Liebestrank
1. Bild. Iseut la Blonde (Isolde die Blonde) soll mit König Marc (Marke) von Cornwall vermählt werden. Dessen Neffe Tristan ist nach Irland gekommen, um sie abzuholen und zu seinem Onkel zu begleiten. Ihre Mutter gibt ihrer Gefährtin Branghien (Brangäne) einen Zaubertrank mit, den sie dem Paar vor der Hochzeitsnacht heimlich verabreichen soll. Er soll sicherstellen, dass sich Iseut und Marc unsterblich ineinander verlieben.
2. Bild. Während der Schiffsreise nach Cornwall beklagt Iseut ihr Schicksal. Sie verabscheut Tristan, der einst ihren Bruder Morholt getötet hatte, und würde lieber in der Heimat sterben als im Reich Marcs zu leben.
3. Bild. Während einer Flaute läuft Tristan eine Insel an. Seine Ritter und die Matrosen verlassen das Schiff. Iseut bleibt mit einer jungen Dienerin zurück. Tristan versucht, sie zu besänftigen. Als die beiden unter der glühenden Sonne Durst bekommen, sucht die Dienerin nach einem Getränk, findet aber nur den Zaubertrank, den sie für Wein hält. Nacheinander trinken Iseut und Tristan davon. In diesem Moment erscheint Branghien. Sie erkennt die Situation sofort und verflucht ihre Geburt und den Tag, an dem sie das Schiff bestiegen hat: „Es ist euer Tod, den ihr getrunken habt.“
4. Bild. Schon während der Weiterfahrt spürt Tristan die Wirkung des Zaubertranks. Iseut geht ihm nicht mehr aus dem Kopf. Er fühlt sich schuldig gegenüber seinen Onkel, der ihn nach dem Tod seiner Eltern großgezogen hatte.
5. Bild. Iseut leidet ebenso unter ihrer aufkeimenden Liebe zu Tristan, den sie doch eigentlich hassen sollte. Branghien beobachtet kummervoll, wie die beiden vergeblich gegen ihre Leidenschaft ankämpfen und dabei Essen und Annehmlichkeiten verweigern.
6. Bild. Erst am dritten Tag nähert sich Tristan Iseut. Sie erinnert sich mit Schmerzen daran, wie sie Tristan einst gesund gepflegt hatte, ohne zu wissen, dass er der Mörder ihres Bruders war. Dennoch gesteht sie ihm ihre Liebe. Es kommt zu einem ersten Kuss. Branghien versucht, die beiden zu trennen. Sie erklärt ihnen die Ursache ihrer Gefühle, kann aber nichts mehr dagegen machen. Gegen Abend erreicht das Schiff Cornwall.

### Zweiter Teil. „Le forêt du Morois“ – Der Wald von Morois
1. Bild. Nach der Hochzeit mit König Marc lebt Iseut eine Weile scheinbar glücklich als Königin. Doch ihr Verhältnis mit Tristan fliegt auf. Der König verlangt ihren Tod. Tristan entkommt durch einen Sprung aus der Kapelle und befreit anschließend auch Iseut. Sie fliehen zusammen mit dem treuen Gorvenal in den Wald von Morois. Erst hier in der Wildnis beginnt ihr Liebesleben.
2. Bild. Eines Tags führt ein Förster König Marc zu dem Versteck der beiden. Besessen von dem Wunsch, sie zu töten, schleicht er sich in ihre Hütte. Doch dann bemerkt er, dass die beiden zwar nebeneinander schlafen, aber ein Schwert zwischen sich gelegt haben, um ihre Keuschheit zu wahren. Er beschließt, auf seine Rache zu verzichten, lässt aber sein eigenes Schwert zurück, damit sie wissen, dass er sie gefunden und verschont hat.
3. Bild. Drei Tage später befindet sich Tristan allein auf einer langwierigen Hirschjagd im Wald. Bei Einbruch der Dunkelheit denkt er über das Verhalten des Königs nach. Er deutet es als Zeichen dafür, dass Marc ihnen vergeben wolle. Gleichzeitig hat er ein schlechtes Gewissen, dass er Iseut dieses armselige Leben in der Wildnis zumuten muss. Er bittet Gott um die Stärke, sie zu ihrem Mann zurückzubringen.
4. Bild. In ihrem Unterschlupf wird auch Iseut von Gewissensbissen geplagt. Marc hatte sie immer gut behandelt, und sein Neffe Tristan sollte ein ritterliches Leben an seinem Hof führen, statt ihretwegen in der Verbannung zu leben.
5. Bild. Tristan kehrt zu Iseut zurück und teilt ihr seinen Entschluss mit. Er will mit Marc verhandeln und ihm, falls er damit einverstanden ist, am Hof dienen. Falls nicht, will er mit Gorvenal als einzigem Begleiter nach Friesland oder die Bretagne ziehen und dort bis an sein Ende ihrer gedenken. Iseut stimmt zu. Schweigend verlassen sie den Wald.

### Dritter Teil. „La mort“ – Der Tod
1. Bild. Tristan ist in die Bretagne geflohen. Doch die beiden Liebenden können ohne den anderen weder leben noch sterben. Nach drei Jahren ohne Nachricht aus Cornwall beschließt Tristan, seine Lage zu ändern. Als Herzog Hoël, der Vater seines Freundes Kaherdin, ihm die Hand seiner Tochter Iseut aux Blanches Mains (Isolde der Weißhändigen) anbietet, stimmt er zu.
2. Bild. Tristan unterstützt Kaherdin im Krieg gegen den Baron Bedalis. Er fällt in einen Hinterhalt der Feinde. Er kann zwar Bedalis und dessen sechs Brüder töten, wird dabei aber von einer vergifteten Lanze verwundet. Alle Bemühungen, ihn zu heilen, scheitern. Angesichts seines bevorstehenden Todes sehnt er sich nur noch danach, Iseut la Blonde wiederzusehen. Doch in seinem Zustand ist eine Reise ausgeschlossen.
3. Bild. In seiner Verzweiflung bittet Tristan Kaherdin, nach Cornwall zu reisen, um Iseut la Blonde zu holen. Obwohl er vor dem Gespräch darauf geachtet hat, mit Kaherdin alleine zu sein, werden sie von seiner Frau belauscht. Kaherdin verspricht, Iseut zu holen. Tristan gib ihm als Grußzeichen einen Ring mit und bittet ihn, Iseut auszurichten, dass er nie aufgehört habe, sie zu lieben. Bei seiner Rückkehr solle er ein weißes Segel hissen, wenn Iseut bei ihm ist. Falls die Mission scheitern sollte, jedoch ein schwarzes. Die lauschende Ehefrau ist erschüttert über das Liebesbekenntnis Tristans.
4. Bild. Iseut la Blonde macht sich auf den Weg zu Tristan. Doch das Schiff gerät erst Sturm, der fünf Tage andauert, und anschließend in eine Flaute. Obwohl die Küste der Bretagne bereits in Sicht ist, kann Iseut nicht zu ihrem Geliebten gelangen, da der Sturm das Boot fortgespült hat. Drei Tage später träumt Iseut, den Kopf eines wilden Ebers im Schoß zu halten, der ihr Kleid mit Blut befleckt. Da weiß sie, dass sie Tristan nicht mehr lebend wiedersehen wird.
5. Bild. Die ganze Zeit über kämpft Tristan mit dem Tod. Er ist zu geschwächt, um selbst Ausschau nach dem Schiff zu halten. Als dieses mit dem weißen Segel endlich in Sicht kommt, rächt sich seine Frau für ihre Demütigung. Sie teilt Tristan mit, dass das Schiff nahe, behauptet aber, dass es ein schwarzes Segel habe. Tristan erklärt, dass er das Leben nicht länger bewahren könne, und stirbt mit der dreifachen Wiederholung von Iseuts Namen auf den Lippen.
6. Bild. Als Iseut la Blonde endlich an Land kommt, läuten bereits die Totenglocken. Die Entgegenkommenden berichten ihr vom Tod Tristans. Iseut eilt zum Palast, wo sie Iseut aux Blanches Mains mit den Worten „Ich habe ihn mehr geliebt“ um Zutritt zu Tristans Leiche bittet. Sie küsst ihn ein letztes Mal und stirbt „neben ihm aus Schmerz um ihren Freund“.
7. Bild. Als König Marc vom Tod der beiden Liebenden hört, reist er persönlich in die Bretagne, um die Leichen abzuholen und in seine Heimat nach Tintagel zu bringen. Dort lässt er sie zu den beiden Seiten einer Kapelle begraben. In der nächsten Nacht wächst ein Brombeerstrauch aus Tristans Grab über die Kapelle hinweg bis zum Grab Iseuts. Die Anwohner entfernen ihn, doch am nächsten Tag ist er erneut gewachsen. Nach drei Fehlversuchen, den Strauch zu entfernen, verbietet Marc weitere Versuche.

### Epilog
Der Chor erläutert den Zweck der Erzählung, die ausschließlich für die Liebenden bestimmt ist: Sie soll den Glücklichen unter ihnen zum Gruß und den Unglücklichen zum Trost dienen.

## Gestaltung

### Orchester
Die kammermusikalische Besetzung des Werks besteht aus zwei Violinen, zwei Bratschen, zwei Violoncelli, Kontrabass und Klavier.

### Libretto
Der von Frank Martin wörtlich vertonte Text ist Joseph Bédiers neufranzösischer Übertragung und Rekonstruktion des Tristan-und-Isolde-Stoffs entnommen. Bédier verwendete dazu vorwiegend das um 1170 entstandene Versepos Tristrant und Isolde des Eilhart von Oberg und ein fragmentarisch erhaltenes Gedicht des altfranzösischen Dichters Béroul. Die größeren höfischen Fassungen von Thomas d’Angleterre oder Gottfried von Straßburg nutzte er nur für Details.

### Musik
Die Sänger des Ensembles agieren sowohl solistisch als auch in unterschiedlichen Zusammenstellungen. Erzählende, kommentierende und dialogische Abschnitte wechseln sich ab. Die einzelnen dramatischen Rollen lösen sich für die Zeit des Dialogs aus der Gruppe. Die rezitierenden Stellen werden mal solistisch und mal chorisch mehrstimmig oder auch unisono gesungen. Diese Verfahren weisen auf ältere musikalische Formen wie die Madrigalkomödien der Renaissance oder die frühen Oratorien und Passionsmusiken hin. Günther Massenkeil stellte fest, dass Martin auf diese Weise „einen klanglich äußerst differenzierten Vortrag des Texts […] von großer sprachlicher Subtilität und Unmittelbarkeit der Empfindungen“ erzielte. Ähnlich abwechslungsreich sind auch die dialogischen Partien. Der Gesangsstil ist rezitativisch mit ariosen Elementen und gemahnt an den cantar recitando des frühen italienischen Barocks, aber auch an die Tonsprache Debussys in Pelléas et Mélisande. Massenkeil schrieb dazu, dass es dem Komponisten wichtiger schien, „die Worte in ihrem Sinn und Gewicht zum Ausdruck zu bringen, als die einzelnen Personen in ihren Aktionen dramatisch zu kennzeichnen“. Auch in der Instrumentalbegleitung fällt dieser undramatische Zug auf. Schon die auf Solostreicher und Klavier reduzierte Besetzung lässt differenzierte Orchesterfarben nicht zu. Martin konzentriert sich auch hier weitgehend auf die Verstärkung der Textaussage, wobei er gelegentlich auch rhythmische oder tonmalerische Effekte einsetzt. Le vin herbé erreicht dadurch eine „unverwechselbare neue Klangform“, die sich deutlich von der bekannten Oper Richard Wagners über denselben Stoff unterscheidet.
Die beiden melismatischen „Chétive!“-Aufrufe („Ich Ärmste!“) Iseuts (I.2 und III.4) und die Meldung von Tristans Tod („Tristan est mort“, III.6) stechen aus dem ansonsten fast durchgängig syllabischen Klangbild heraus. Iseuts Rufe haben zudem eine formbildende Funktion. Sie schlagen eine Verbindung zwischen ihrer Klage über die unerwünschte Verbindung mit Marc und ihrer Erkenntnis, dass sie Tristan nicht mehr lebendig wiedersehen wird. Beide Szenen spielen auf einem Schiff, wobei in der Instrumentalbegleitung die Wellenbewegungen des Meeres vernehmbar sind.
Für Le vin herbé entwickelte Frank Martin eine eigene Tonsprache, die er „style chromatique“ nannte, und die er auch in seinen späteren Werken einsetzte. Dieser Stil besitzt zwar eine tonale Basis, nutzt aber keine „tonikale“ Kadenzharmonik. Martin verzichtete auf Leitmotive. Die Musik basiert auf drei Zwölftonreihen, die der Musikwissenschaftler Bernhard Billeter näher untersuchte: Die sogenannte „Schicksalsreihe“ taucht in fast allen Bildern auf. Eine andere Reihe symbolisiert die Liebe zwischen Tristan und Iseut. Sie ist erstmals nach der Einnahme des Zaubertranks in der Solo-Violine zu hören und erscheint insgesamt vier Mal. Die dritte Reihe aus nur elf Tönen verwendet Martin in der Todesszene Tristans. Die Reihen enthalten Elemente der Dur-Moll-Skala und auch Dreiklänge. Sie wirken daher nicht atonal. Selbst komplexere polyphone Strukturen klingen hier tonal. Martin äußerte sich über seine Art der Nutzung von Arnold Schönbergs Zwölftonreihen folgendermaßen: „Sie haben mich gelehrt, reichere und dynamischere Melodielinien zu finden, immerfort sich erneuernde Akkordverbindungen, ausdrucksstarke und überraschende Akkordbewegungen; schließlich haben sie mich gelehrt, jede musikalische Linie unabhängig von der sie umgebenden Musik zu führen, was ihr solcherweise viel Unabhängigkeit sichert.“ Die Reihen erscheinen gewöhnlich in nur einer einzigen Stimme, wobei die einzelnen Töne oft die gleichen Notenwerte tragen. Gelegentlich werden sie als Ostinato eingesetzt. Billeter bemerkte, dass Martin dissonante Akkorde aus gleichmäßiger Stimmführung entwickelt, häufig über einem statischen Bass als temporärem tonalen Zentrum. Aufgrund der „gleitenden Tonalität“ enden die Sätze selten in der Anfangstonart. Beim Liebestod Iseuts verwandelt sich die komplexe Tonsprache in reines C-Dur.

### Vergleich mit Wagners Oper
Kurt Pahlen stellte in seinem Opern-Lexikon die wesentlichen Unterschiede von Le vin herbé zu Richard Wagners Oper Tristan und Isolde heraus. Wagner vereinfachte die Handlung stark und reduzierte auch die Personenzahl. Tristans Ehefrau Iseut die Weißhändige kommt bei ihm nicht vor. König Marke greift bei Martin stärker ins Geschehen ein als bei Wagner. Bei Wagner ist die Einnahme des Liebestranks (den sie für Gift hält) eine bewusste Handlung Isoldes, die Tristan schon länger liebt, und nicht ein Versehen der Dienerin. Musikalisch und im dramatischen Aufbau unterscheiden sich beide Werke noch stärker. Martins Werk ist keine konventionelle Oper mehr, sondern ähnelt als „epische“ Oper mehr Strawinskys Oedipus Rex oder Honeggers Jeanne d’Arc au bûcher.

## Werkgeschichte

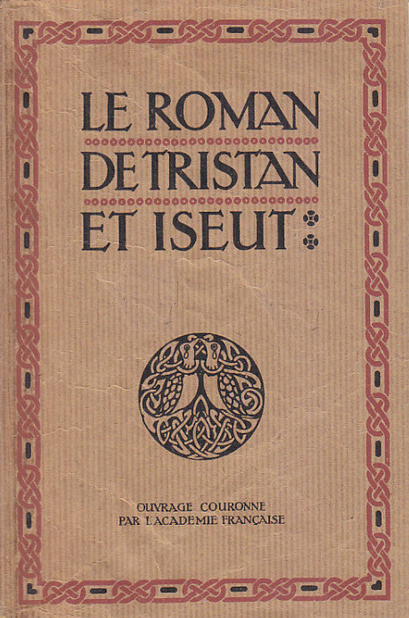
Titelblatt von Bédiers Roman de Tristan et Iseut, Ausgabe von 1920

Mit dem Stoff von Tristan und Isolde befasste sich Frank Martin ab dem Frühjahr 1938. Ihm lagen die 1900 erschienene neufranzösische Übertragung und Rekonstruktion von Joseph Bédier sowie Charles Morgans Roman Sparkenbroke von 1936 vor, in dem Elemente aus dem Mythos verarbeitet wurden. Der konkrete Anlass für sein „Oratorio profane“ war eine Anfrage des Schweizer Komponisten und Dirigenten Robert Blum, der ein kammermusikalisches Werk von ungefähr einer halben Stunde Länge für den von ihm geleiteten Zürcher Madrigalchor suchte. Martin entschied sich für eine Vertonung des Originaltextes des vierten Kapitels von Bédiers Fassung. Blum führte den so entstandenen ersten Teil des Werks 16. April 1940 in Zürich auf.
Anschließend vertonte Martin noch zwei weitere Kapitel des Romans und ergänzte einen Prolog und einen Epilog. Das nun abendfüllende „Oratorio profane“ mit dem Untertitel „D’après trois chapitres du Roman de Tristan et Iseut“ („Nach drei Kapiteln des Romans von Tristan und Isolde“) war 1941 fertiggestellt. Trotz der Bezeichnung als Oratorium dachte Martin auch an eine szenische Aufführung. Die Uraufführung dieser Fassung durch dieselben Ausführenden wie beim ersten Teil fand allerdings zunächst konzertant am 28. März 1942 in der Tonhalle Zürich statt.
Erst am 15. August 1948 gab es im Rahmen der Salzburger Festspiele im Salzburger Landestheater die erste szenische Aufführung in einer Inszenierung von Oscar Fritz Schuh mit der Ausstattung von Caspar Neher. Die musikalische Leitung hatte Ferenc Fricsay. In den Hauptrollen sangen Julius Patzak (Tristan), Maria Cebotari (Isolde), Endré Koréh (König Marke) und Hilde Zadek (Brangäne). Es handelte sich um eine deutschsprachige Fassung mit dem Titel Der Zaubertrank. Die Übersetzung stellte Martin selbst her, wobei er zum Teil die 1911 erschienene Übertragung Rudolf G. Bindings nutzte.
Seitdem wurde das Werk vielfach szenisch aufgeführt. In der Fachliteratur werden die folgenden Produktionen besonders erwähnt:
- 1953 Essen
- 1959 Oldenburg. Regie: Joachim Klaiber
- 1959 Deutsche Oper Berlin
- 1962 Münchner Opernfestspiele. Ingrid Bjoner (Isolde) und Richard Holm (Tristan), Dirigent: Joseph Keilberth, Regie: Rudolf Hartmann
- 1968 Apollosaal der Staatsoper Unter den Linden, Ost-Berlin. Dirigent: Frank Martin
- 1968 Gobelinsaal Dresden. Dirigent: Frank Martin
- 1968 Schwetzinger Festspiele. Dirigent: Frank Martin
- 1970 Crissier. Dirigent: Victor Desarzens, Klavier: Frank Martin
- 1982 Genf (im französischen Original)[2]
- 1982 Jeannetta Cochrane Theatre, London[6]
- 2007 Gebläsehalle des Duisburger Industrieparks im Rahmen der Ruhrtriennale. Dirigent: Friedemann Layer, Inszenierung: Willy Decker.[7] Die Produktion wurde im Januar 2009 auch als Gastspiel an der Opéra National de Lyon gezeigt.[8]
- 2013 Staatsoper Berlin. Dirigent: Frank Ollu, Inszenierung: Katie Mitchell[9]
- 2017 Millennium Center, Cardiff. Produktion der Welsh National Opera in englischer Sprache. Dirigent: James Southall, Inszenierung: Polly Graham[10]

Unter den vielen konzertanten Aufführungen sind besonders die folgenden erwähnenswert:
- 1946 Amsterdam. Dirigent: Felix de Nobel
- 1948 Westminster Central Hall London. Dirigent: Walter Goehr[6]
- 1968 New York (anlässlich von Martins 70. Geburtstag). Dirigent: Hugh Ross
- 1961 Town Hall New York. Maria Stader (Iseut), Ernst Haefliger (Tristan), Dirigent: Hugh Ross
- 1966 Rom. Dirigent: Mario Rossi
- 1969 Budapest

## Aufnahmen
- 24. August 1948 – Ferenc Fricsay (Dirigent), Mitglieder der Budapester Philharmoniker, Chor der Wiener Staatsoper.
 Maria Cebotari (Iseut la Blonde), Hilde Zadek (Branghien), Dagmar Hermann (Iseut aux Blanches Mains), Maria von Ilosvay (La mère d’Iseut la Blonde), Julius Patzak (Tristan), Wilhelm Friedrich (Kaherdin), Endré Koréh (Le roi Marc), Karl Dönch (Le duc Hoël), Alfred Poell (Sprecher).
 Live von den Salzburger Festspielen aus dem Salzburger Landestheater.
 Orfeo 5982293.[11]
- September 1961 – Victor Desarzens (Dirigent), Frank Martin (Klavier), Stadtorchester Winterthur.
 Nata Tuscher (Iseut la Blonde), Adrienne Comte (Branghien), Hélène Morath (Iseut aux Blanches Mains), Marie Lise de Montmollin (La mère d’Iseut la Blonde), Eric Tappy (Tristan), Hans Jonelli (Kaherdin), Heinz Rehfuss (Le roi Marc), André Vessières (Le duc Hoël).
 Studio-Aufnahme.
 Jecklin CD: JD 581/2-2.[12]:9065
- 18. März 1994 – Godfried Ritter (Dirigent), Mutara-Ensemble, Chor des WDR Köln.
 Andrea Weigt (Iseut la Blonde), Maria Zedelius (Branghien), Regine Röttger (Iseut aux Blanches Mains), Angelika Mettner (La mère d’Iseut la Blonde), Thomas Dewalt (Tristan), Sun Wan Chung (Kaherdin), Gerhard Peters (Le roi Marc), Rolf Schmitz-Mahlburg (Le duc Hoël), Michaela Jürgens und Dirk Schortemeier (Sprecher).
 Live, konzertant aus Köln.
Mit deutschen Zwischentexten der deutschen Fassung des Originaltextes.[12]:9066
- 2006 – Daniel Reuss (Dirigent), Scharoun Ensemble, RIAS Kammerchor Berlin.
 Sandrine Piau (Iseut la Blonde), Jutta Böhnert (Branghien), Hildegard Wiedemann (Iseut aux Blanches Mains), Ulrike Bartsch (La mère d’Iseut la Blonde), Steve Davislim (Tristan), Jonathan E. de la Páz Zaens (Le roi Marc), Roland Hermann (Le duc Hoël).
 Studio-Aufnahme.
 Harmonia Mundi HMC901935.36 (2 CDs).[12]:9068
- 26. Februar 2006 – Daniel Reuss (Dirigent), Scharoun Ensemble, RIAS Kammerchor Berlin.
 Sandrine Piau (Iseut la Blonde), Jutta Böhnert (Branghien), Steve Davislim (Tristan).
 Live, konzertant aus der Philharmonie Essen.[12]:9069
- 2017 – James Southall (Dirigent), Polly Graham (Regie), April Dalton (Bühne und Kostüme), Tim Mitchell (Licht), Jo Fong (Choreographie), Orchester und Chor der Welsh National Opera.
 Caitlin Hulcup (Iseut la Blonde), Rosie Hay (Branghien), Sian Meinir (Iseut aux Blanches Mains), Catherine Wyn-Rogers (La mère d’Iseut la Blonde), Tom Randle (Tristan), Gareth Dafydd Morris (Kaherdin), Howard Kirk (Le roi Marc), Stephen Wells (Le duc Hoël).
 Video; live.
Englische Fassung in einer Übersetzung von Hugh Macdonald.
 Videostream auf The Opera Platform / Operavision.[13]
- 16. Juni 2024 – Klaas Stok (Dirigent), NDR Vokalensemble, Fabergé-Quintett.
 Ilse Eerens (Sopran), Fabio Trümpy (Tenor).
 Live aus der Hauptkirche St. Nikolai in Hamburg.
 Übertragung im Radio NDR Kultur am 1. November 2024.[14][15]